# Isla Cabruna
Isla Cabruna är en ö i Colombia.   Den ligger i departementet Sucre, i den norra delen av landet, 600 km norr om huvudstaden Bogotá.